# Tropico (pel·lícula)
Tropico és un curtmetratge "basat en la història bíblica del pecat i la redempció", protagonitzat per Lana del Rey en el paper d'Eva i Shaun Ross com a Adam. El curtmetratge va ser escrit per Del Rey i dirigit per Anthony Mandler, la pel·lícula es va estrenar al Cinerama Dome de Hollywood, Califòrnia el 4 de desembre de 2013, essent penjat l'endemà al compte oficial de Vevo de Del Rey. El curt presenta les cançons "Body Electric", "Gods&Monsters" i "Bel Air", les quals corresponen al tercer EP de la cantant, Paradise de 2012, el curtmetratge es va concebre com una cloenda de la primera època de la cantant, corresponent al seu primer album. Un EP amb el nom del curtmetratge es va publicar al mateix més a ITunes Store, on s'incloïa el film amb les tres cançons.

## Argument

### Capítol 1 -Body Electric
La pel·lícula comença amb una al·legoria de Déu, retratat com un personatge de John Wayne, combinat amb imatges de Jesús, Marilyn Monroe i Elvis Presley com altres divinitats. Més endavant, apareixen Adam (Shaun Ross) i Eva (Lana del Rey) dins el Jardí de l'Edèn i la cançó Body Electric comença a sonar. Aquesta part del curtmetratge intercala escenes dins el Jardí de l'Edèn on es troben Adam, Eva i animals fantàstics com unicorns, amb imatges de Lana del Rey en el paper de la Verge Maria. Al final de la cançó, Eva, temptada per la serp, mossega una poma de l'arbre prohibit, cau un llamp i es desmaia. Adam decideix seguir a Eva i també mossega la poma. Com a resultat, els dos enamorats queden desterrats del Paradís (Jardí de l'Edèn). Mentre que les "divinitats" reaccionen amb horror als fets.

### Capítol 2 -Gods and Monsters
Durant la transició entre ambdues cançons, Del Rey comença a recitar "I sing the Body Electric" el poema de Walt Whitman (que apareix a la recopilació Leaves of Grass). L'escenari canvia i presenta a Adam i Eva moderns vivint a Los Angeles; Eva (Lana del Rey) es presenta com una stripper, mentre que Adam (Shaun Ross) és membre d'una banda il·legal, a part de treballar com a dependent d'una botiga durant els matins. Quan la cançó (Gods and Monsters) s'acaba, Del Rey recita "Howl" de Allen Ginsberg mentre un grup d'homes rics d'edat mitjana sorprenen un amic amb un grup de strippers com a celebració. Uns instants més tard, Adam i la seva banda entren a la sala amb armes i roben els diners.

### Capítol 3 -Bel Air
Del Rey narra com Adam i Eva van ser expulsats del paradís per anar a parar al Jardí del Mal al qual deixa entendre que és la ciutat de Los Angeles, extrapolant-la a tota la humanitat, com una metáfora de la vida. Més endavant, apareix la figura de Déu (el personatge de John Wayne) i comença a narrar unes estrofes d'un poema de John Mitchum "Why I Love America". Adam i Eva es troben a un cotxe descapotable amb una pistola, Eva va tirant joies pel camí. Finalment arriben a un camp de blat i aparquen. Apareixen imatges batejant-se l'un a l'altre i caminant pels camps de blat vestits de blanc, l'acció s'entrellaça amb plans de Del Rey com a la Verge Maria. Finalment la imatge es dessatura, Adam i Eva comencen a ascendir cap al cel, el qual es troba ple de plats voladors. L'última frase del curtmetratge correspon a la tornada de la cançó d'Elvis "Always on my mind".

## Càsting

### Figures religioses
- Lana del Rey com Eva i Verge Maria
- Shaun Ross com Adam
- Kevin Lee Light com Jesús

### Icones
- Jeffrey Wayne Sutherland com John Wayne
- Lloyd Douglas com Elvis Presley
- Jodi Fleisher com Marilyn Monroe

## Producció i llançament
Tropico es va rodar a finals de juny de 2013 i va estar dirigida per Anthony Mandler, el qual ja havia dirigit altres vídeos musicals per Lana del Rey, com "Nathional Anthem" o "Ride". Mitjançant de les xarxes socials Del Rey va promocionar el curtmetratge compartint diferents imatges: una on Del Rey representava a la Verge Maria amb un mantell i l'altre amb Del Rey i una serp representant a Eva.
L'agost de 2013 Del Rey es va referir al curtmetratge com un "comiat" i va anunciar que l'estrena del curtmetratge es faria a dues localitzacions diferents: una al cementiri Hollywood Forever i l'altre a una ubicació sense especificar de Nova York. Els crítics van assenyalar que aquest anunci va contradir altres afirmacions de Del Rey que llançaria un altre àlbum d'estudi arran de la cançó "Black Beauty" que s'havia filtrat en línia.
El 22 de novembre es va llançar el tràiler oficial de Tropico i al final del vídeo es va anunciar que la pel·lícula es penjaria al compte oficial de VEVO de Del rey el 5 de desembre de 2013. Finalment, el 3 de desembre de 2013, es va anunciar que l'estrena de la pel·lícula seria al Cinerama Dome de Hollywood, California prèviament al llançament de VEVO.
Abans de la reproducció de la pel·lícula, Del Rey va anunciar el títol del seu tercer àlbum i va explicar a l'audiència el que volia dir amb la paraula "comiat". "Realment només volia que tots estiguéssim junts, així que jo podria tancar visualment el capítol [Born to Die / Paradise] abans de llançar el nou disc Ultraviolence ".

## Anotacions
Al llarg del curtmetratge les cançons deixen de sonar i s'escolten fragments de diferents obres de la literatura combinats amb l'aparició de personatges de la cultura popular occidental.
- 00:06- Bíblia: Gènesi 1: 2-4
- 00:32- Parenostre
- 00:45- Invocació Jueva
- 01:35- Marilyn Monroe: dient la seva frase "Sex is part of nature, I go along with nature"
- 01:39- Elvis Presley. Always on My Mind.
- 01:52- Marilyn Monroe interpretant a (Sugar "Kane" Kowalczyk). "I'm through with love". Some like it hot, (United Artists,1959)
- 01:54- NCIS (2003-)/ John Wayne com a (Capt. Nathan Cutting Brittles). She Wore a Yellow Ribbon, (RKO,1949)
- 02:18- Marilyn Monroe a The Seven Year Itch, (20th Century Fox, 1955)
- Body Electic.
- 06:32- Walt Whitman. "I Sing the Body Electric", Leaves of Grass, (1892)
- Gods & Monsters
- 14:54- Allen Ginsberg. "Howl".
- 18:11- John Mitchum. "America. Why I Love Her"
- Bel Air.

## Recepció
Arrel del seu llançament Tropico va rebre crítiques positives per part de la crítica. John Lipshutz, de Billboard va descriure la pel·lícula com "un treball de passió desbordant que travessava les èpoques" i el clímax de la història "pura felicitat". Per altra banda, Under the Gun va criticar la narració sense sentit durant tot el film, tot i que la pel·lícula en general era sens dubte "una cosa especial". Jimmy So del The Daily Beast també va criticar la narració de la pel·lícula i la va comparar amb "una pel·lícula artística exagerada/ camp" i va descriure els vídeos de Del Rey "sense creativitat". Per altra banda, James Caterino, de l'Examiner li va atorgar 5 estrelles al curtmetratge, on escrivia "la imatge és impressionant i la narració de la veu encotillada tan plena de prosa poètica que s'embarca en l'ànima... És una força artística que mai deixa de fascinar i de fer-nos sentir". Sal Cinquemani, en una ressenya més crítica de la revista Slant va afegir "És evident que des del cop d'efecte que obre el film és que tant Del Rey com Mandler tenen zero interès per la subtilesa, però el que és interessant és que Del Rey no es posiciona entre les icones americanes de la manera que Kanye o Lady Gaga farien. En canvi, la seva obra continua servint tant per fer un homenatge a un passat imaginat com a crítica de la cultura pop contemporània".

## Tropico EP
Arran del curtmetratge Del Rey va llançar un EP amb les tres cançons que apareixien dins el film i el curtmetratge en si. Tropico es va llançar el 2013 de forma digital.
| No. | Títol             | Autors                      | Productors                 | Durada |
| --- | ----------------- | --------------------------- | -------------------------- | ------ |
| 1.  | "Body Electic"    | Lana del Rey · Rick Nowels  | Nowels· Dan Hearth         | 3:53   |
| 2.  | "Gods & Monsters" | Lana del Rey · Tim Larcombe | Larcombe · Emile Hayne     | 3:57   |
| 3.  | "Bel Air"         | Lana del Rey · Heath        | Heath                      | 3:57   |
| 4.  | "Tropico"         | Lana del Rey                | Anthony Mandler (Director) | 27:08  |